# Pasir Panjang (métro de Singapour)
Pasir Panjang est une station de métro à Singapour. Elle est située dans la zone de Queenstown et a été construite sous la Pasir Panjang Road et le Labrador Viaduct. 

## Histoire
La station a été ouverte le 8 octobre 2011.